# En découvrant l'existence avec Husserl et Heidegger
 (mars 2021).
La mise en forme du texte ne suit pas les recommandations de Wikipédia : il faut le « wikifier ».
Les points d'amélioration suivants sont les cas les plus fréquents. Le détail des points à revoir est peut-être précisé sur la page de discussion.
- Les titres sont pré-formatés par le logiciel. Ils ne sont ni en capitales, ni en gras.
- Le texte ne doit pas être écrit en capitales (les noms de famille non plus), ni en gras, ni en italique, ni en « petit »…
- Le gras n'est utilisé que pour surligner le titre de l'article dans l'introduction, une seule fois.
- L'italique est rarement utilisé : mots en langue étrangère, titres d'œuvres, noms de bateaux, etc.
- Les citations ne sont pas en italique mais en corps de texte normal. Elles sont entourées par des guillemets français : « et ».
- Les listes à puces sont à éviter, des paragraphes rédigés étant largement préférés. Les tableaux sont à réserver à la présentation de données structurées (résultats, etc.).
- Les appels de note de bas de page (petits chiffres en exposant, introduits par l'outil «  Source ») sont à placer entre la fin de phrase et le point final[comme ça].
- Les liens internes (vers d'autres articles de Wikipédia) sont à choisir avec parcimonie. Créez des liens vers des articles approfondissant le sujet. Les termes génériques sans rapport avec le sujet sont à éviter, ainsi que les répétitions de liens vers un même terme.
- Les liens externes sont à placer uniquement dans une section « Liens externes », à la fin de l'article. Ces liens sont à choisir avec parcimonie suivant les règles définies. Si un lien sert de source à l'article, son insertion dans le texte est à faire par les notes de bas de page.
- La présentation des références doit suivre les conventions bibliographiques. Il est recommandé d'utiliser les modèles {{Ouvrage}}, {{Chapitre}}, {{Article}}, {{Lien web}} et/ou {{Bibliographie}}. Le mode d'édition visuel peut mettre en forme automatiquement les références.
- Insérer une infobox (cadre d'informations à droite) n'est pas obligatoire pour parachever la mise en page.

Pour une aide détaillée, merci de consulter Aide:Wikification.
Si vous pensez que ces points ont été résolus, vous pouvez retirer ce bandeau et améliorer la mise en forme d'un autre article.
 (mars 2021).
En découvrant l'existence avec Husserl et Heidegger est un livre d'Emmanuel Levinas, publié en 1949. La seconde édition de 1967, sous titrée "Réimpression conforme à la première édition suivie d'Essais Nouveaux" ajoute, comme son nom l'indique, de courts essais dans lesquels Levinas y introduit certaines de ses thèses dans la continuité de son explication de la phénoménologie de Husserl, celle de Heidegger, mais également des explications de la méthode et de la "technique" phénoménologique. 
Dans cet essai, Levinas retrace l’histoire de la phénoménologie et des notions clés de celle-ci, notamment des philosophies de Husserl et de Heidegger.

## Table des matières
- En découvrant l'existence avec Husserl et Heidegger
  - L'œuvre d'Edmund Husserl
  - Martin Heidegger et l'ontologie
  - L'ontologie dans le temporel
  - De la description à l'existence
- Commentaires Nouveaux
  - Réflexions sur la "technique" phénoménologique
  - La ruine de la représentation
  - Intentionalité et métaphysique
  - Intentionalité et sensation
- Raccourcis
  - La philosophie et l'idée de l'infini
  - A priori et subjectivité
  - La trace de l'autre
  - Énigme et phénomène
  - Langage et proximité

## Publications
- Emmanuel Levinas, En découvrant l'existence avec Husserl et Heidegger, Librairie philosophique Vrin, 2002, 336p.  (ISBN 978-2711614912)